# Hygrohypnum cochlearifolium
Hygrohypnum cochlearifolium là một loài Rêu trong họ Amblystegiaceae. Loài này được (Venturi) Broth. mô tả khoa học đầu tiên năm 1908.